# Alaska Native Heritage Center

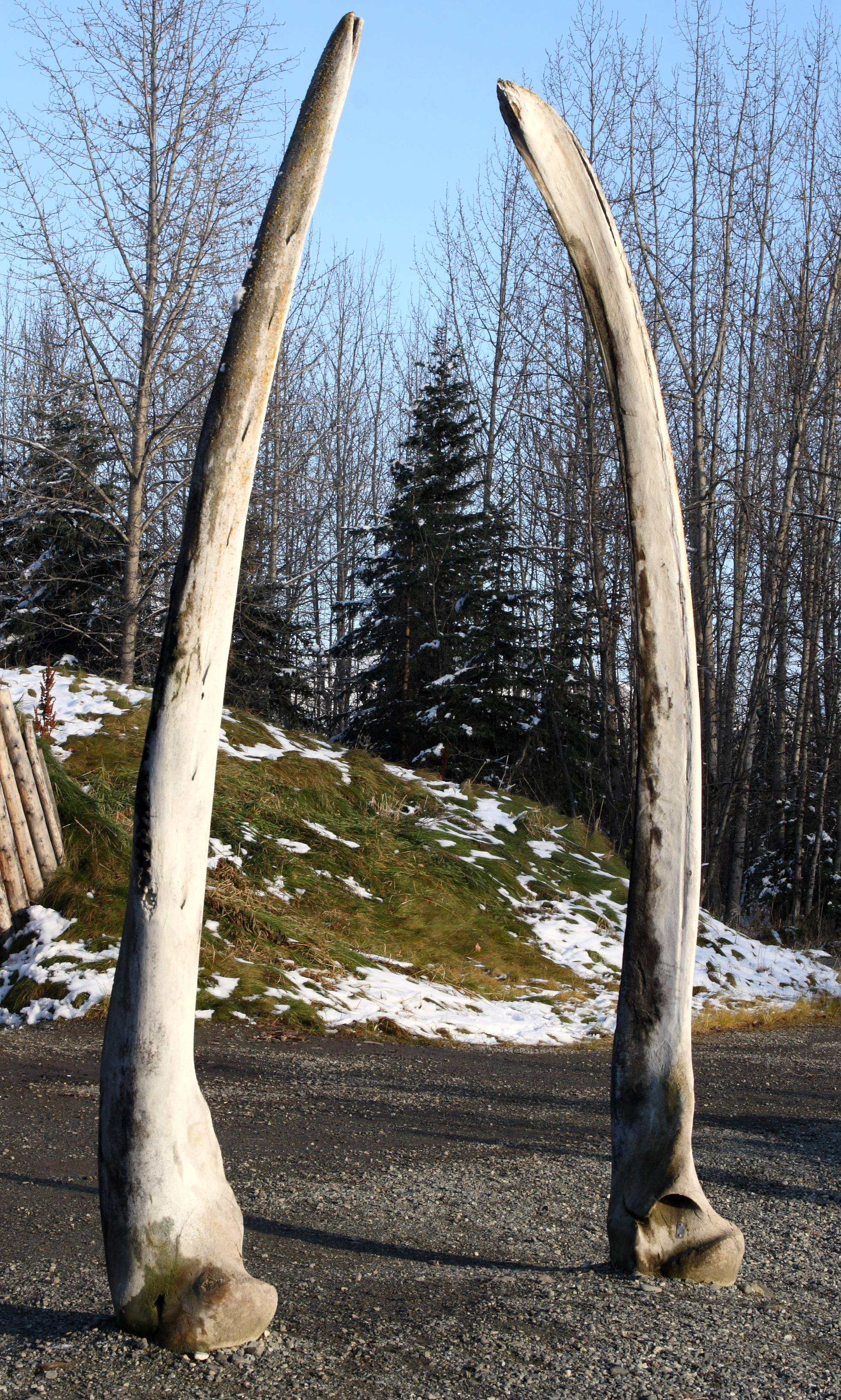
Walknochen im Alaska Native Heritage Center

Das Alaska Native Heritage Center ist ein Museum für die Kultur der Ureinwohner Alaskas in Anchorage.
1987 reagierte die Alaska Federation of Natives, die größte Ureinwohnerorganisation Alaskas, auf den Wunsch nach einer Begegnungsstätte mit der Planung eines Kulturzentrums für den gesamten Bundesstaat. Daraus entstand knappe zwei Jahre später das Alaska Native Heritage Center als unabhängige, steuerbefreite Non-Profit-Organisation. 
Zwischen 1989 und 1999 konnten mit föderalen, bundesstaatlichen, regionalen und privaten Mitteln 14,5 Millionen US-Dollar für den Bau der Einrichtung gesammelt werden. Die ursprünglichen Planungen hatten Kosten in doppelter Höhe vorgesehen und das Projekt musste den vorhandenen Mitteln angepasst werden.
Das Baugrundstück war 1994 gekauft worden und das Heritage Center wurde am 1. Mai 1999 eröffnet.